# Volárna

Hauptstraße

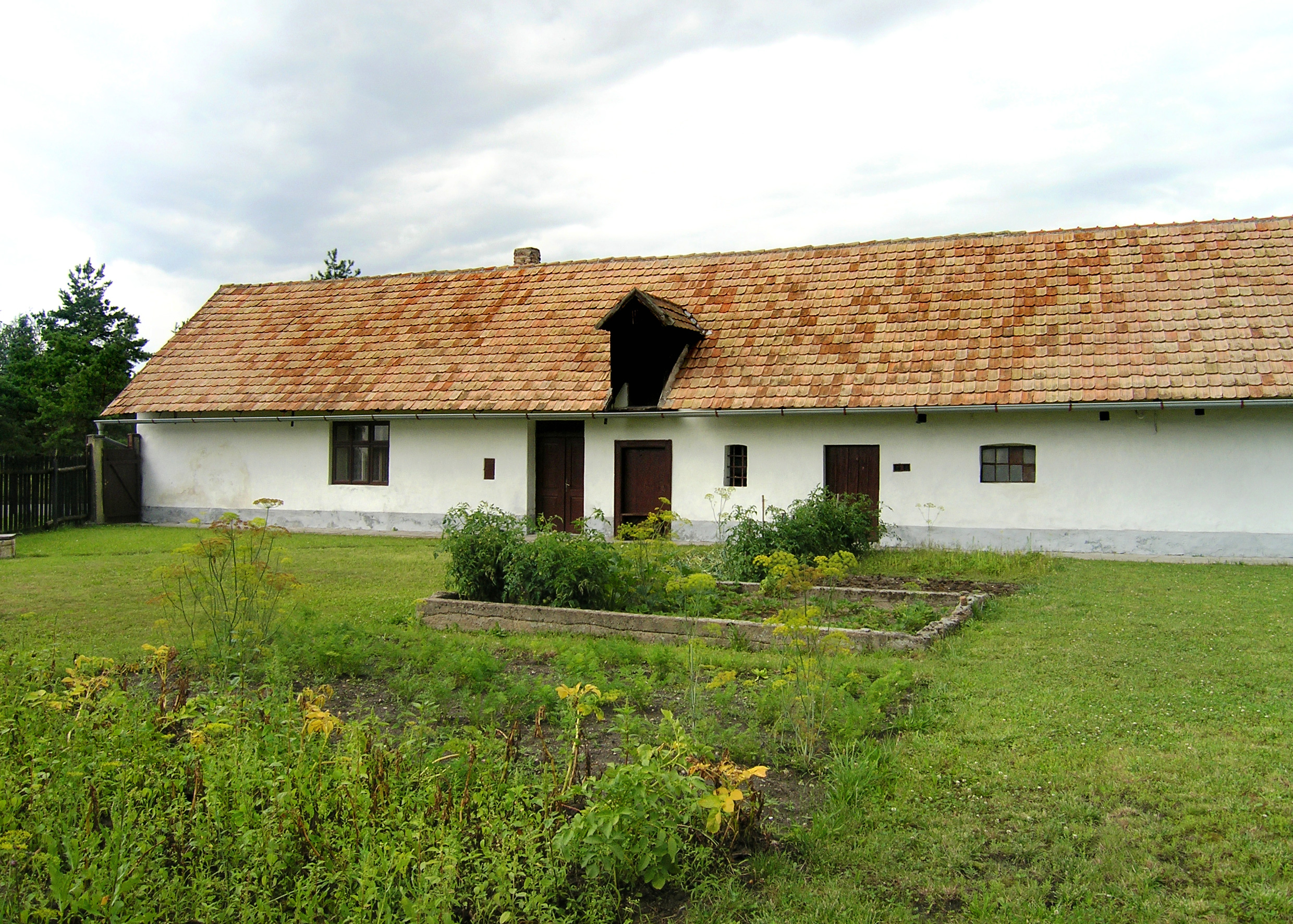
Älteres Haus

Volárna (deutsch Freudenek, 1939–45 Freudeneck) ist eine Gemeinde in Tschechien. Sie liegt acht Kilometer nördlich des Stadtzentrums von Kolín und gehört zum Okres Kolín. 

## Geographie
Volárna befindet sich in der Středolabské tabule (Tafelland an der mittleren Elbe). Nördlich des Dorfes fließt der Bach Bačovka. Im Osten erhebt sich der Vrch (Friedrichsberg, 221 m n.m.). Südlich erstreckt sich das Werksgelände der TPCA.
Nachbarorte sind Opolany und Sány im Norden, Dobšice, Žehuň, Hájky und Polní Chrčice im Nordosten, Ohaře und Jestřabí Lhota im Osten, Bělušice, Eleonorov, Býchory und Písečný Mlýn im Südosten, Ovčáry und Sendražice im Süden, Hradišťko I und Veltruby im Südwesten, Karolín, Bačov und Velký Osek im Westen sowie Libice nad Cidlinou und Kanín im Nordwesten.

## Geschichte
Auf den Fluren von Volárna befand sich im Mittelalter das während der Hussitenkriege erloschene Dorf Břežany. Um 1475 ließ die Herrschaft Kolín den Bach Bačovka aufstauen und auf der Wüstung den Fischteich Bačovský rybník anlegen; zur Zuführung von Wasser aus der Cidlina bei Sány entstand der Graben Bačovský náhon (Sánská Bačovka). Der verlandete Teich wurde in der zweiten Hälfte des 18. Jahrhunderts aufgegeben und sukzessive trockengelegt.
Im Zuge der Raabisation ließ die k.k. Kammerherrschaft Kolín 1778 auf der emphyteutisierten Teichstätte das Dorf Freudenek anlegen. Die neue Ansiedlung bestand anfänglich aus 20 Häusern; die Bewohner waren Viehhirten, die täglich das Vieh aus der im Ort befindlichen herrschaftlichen Stallung zur Teichstätte auf das Weideland trieben. Die tschechischen Siedler verwendeten bald anstelle von Freudenek den von der Stallung panská volárna abgeleiteten Namen Volárna für ihr Dorf.
Im Jahre 1843 bestand das im Kauřimer Kreis gelegene Dominikaldorf Freudenek, auch Freydenek bzw. Wolarna genannt, aus 56 Häusern, in denen 331 Personen, darunter sechs protestantische und eine jüdische Familie lebten. Gepfarrt war das Dorf nach Saan, der Amtsort war Kaisersdorf. Bis zur Mitte des 19. Jahrhunderts blieb Freudenek der Herrschaft Kolín untertänig.
Nach der Aufhebung der Patrimonialherrschaften bildete Volárna ab 1849 einen Ortsteil der Gemeinde Jestřabí Lhota im Gerichtsbezirk Kolin. Im Jahre 1862 erwarb Franz Horsky die Grundherrschaft Kolin von den Erben des Wenzel Baron Veith. Horsky leitete umgehend eine Modernisierung der Landwirtschaft ein und legte noch im selben Jahre westlich von Volárna das nach seiner späteren Frau Karoline Hartmann von Hartenthal benannte Mustergut Karolinenhof an. Das Dorf Volárna ließ er durch mehrere Häuserzeilen in parallelen Straßen erweitern und teilte den Siedlern landwirtschaftliche Nutzflächen zu; den Kaufpreis zahlten die Bewohner später ab. Den Dorfplatz ließ Horsky mit Kastanien bepflanzen. Ab 1868 gehörte das Dorf zum Bezirk Kolin. 1869 hatte Volárna 530 Einwohner und bestand aus 64 Häusern. Im Jahre 1900 lebten in Volárna 520 Menschen, 1910 waren es 581. Im Jahre 1927 löste sich Volárna von Jestřabí Lhota los und bildete eine eigene Gemeinde. 1930 hatte Volárna 584 Einwohner und bestand aus 124 Häusern. 
Beim Zensus von 2001 lebten in den 176 Häusern von Volárna 458 Personen. Seit 2013 führt die Gemeinde ein Wappen und Banner.

## Gemeindegliederung
Für die Gemeinde Volárna sind keine Ortsteile ausgewiesen. Zu Volárna gehört die Einschicht Karolín (Karolinenhof).

## Sehenswürdigkeiten
- Glockenbaum auf dem Dorfplatz, errichtet in den 1920er Jahren
- Gedenkstein für die Gefallenen des Zweiten Weltkrieges auf dem Dorfplatz, enthüllt 2015
- Sandsteinkreuz aus dem 19. Jahrhundert auf dem Dorfplatz
- Gusseisernes Wegkreuz auf hohem Sandsteinsockel, geschaffen 1890, nördlich des Dorfes
- Reste der Pferdebahnstrecke Velký Osek – Karolín
- Naturdenkmal Váha, der kleine von Bäumen gesäumte Weiher nördlich des Dorfes wurde wegen des reichhaltigen Vorkommens des Zarten Hornblatts unter Schutz gestellt.